# يفغيني جيديتش
يفغيني جيديتش (الروسية: Гидич, Евгений Викторович) (و. 1996  م) هو راكب دراجة هوائية كازاخستاني، ولد في كوكشيتو.

## سجل الفوز

### سباقات أو مراحل فاز بها
| التاريخ        | السباق                                                       | المركز                                                                  |
| -------------- | ------------------------------------------------------------ | ----------------------------------------------------------------------- |
| 30 مايو 2014   | 2014 Asian Road Cycling Championships Men U19 RR             | المركز الثاني                                                           |
| 21 فبراير 2016 | طواف الفلبين 2016                                            | الفائز في ترتيب النقاط للشباب، المركز الثاني                            |
| 26 يونيو 2016  | سباق الطريق للرجال تحت 23 سنة في بطولة كازاخستان 2016        | المركز الثالث                                                           |
| 30 يوليو 2016  | طواف بحيرة تشينغهاى 2016                                     | الخامس في تصنيف النقاط، السابع في التصنيف العام                         |
| 01 مارس 2017   | 2017 Asian Road Cycling Championships Men U23 RR             | المركز الثاني                                                           |
| 06 أبريل 2017  | طواف تايلاند 2017                                            | الفائز في التصنيف العام                                                 |
| 18 يونيو 2017  | 2017 طواف كوريا                                              | المركز الثالث                                                           |
| 29 يوليو 2017  | طواف بحيرة تشينغهاي 2017                                     | الثاني في تصنيف النقاط                                                  |
| 01 أكتوبر 2017 | طواف ألماتي 2017                                             | السابع في التصنيف العام                                                 |
| 25 مارس 2018   | طواف لانكاوي 2018                                            | الخامس في تصنيف النقاط، السادس في التصنيف العام، التاسع في تصنيف الجبال |
| 22 أبريل 2018  | طواف كرواتيا 2018                                            | الفائز في ترتيب النقاط للشباب، المركز الثالث                            |
| 01 يناير 2019  | طواف آسيا للدراجات 2019                                      | المركز الثالث                                                           |
| 28 أبريل 2019  | 2019 Asian Road Cycling Championships Men RR                 | الفائز في التصنيف العام                                                 |
| 19 يونيو 2021  | سباق الطريق للرجال في بطولة كازاخستان 2021                   | المركز الثاني                                                           |
| 05 مارس 2022   | جراند بريكس غازي باشا 2022                                   | المركز الثالث                                                           |
| 25 يونيو 2022  | سباق الطريق للرجال في بطولة كازاخستان 2022                   | الفائز في التصنيف العام                                                 |
| 01 يناير 2023  | 2023 Asian Road Cycling Championships Men RR                 | المركز الثاني                                                           |
| 25 يونيو 2023  | 2023 Kazakhstan National Road Cycling Championships - Men RR | المركز الثاني                                                           |

## روابط خارجية
- يفغيني جيديتش على موقع الاتحاد الدولي للدراجات (الإنجليزية)
- يفغيني جيديتش على موقع أرشيف الدراجات (الإنجليزية)
- يفغيني جيديتش على موقع إحصائيات الدراجات الإحترافية (الإنجليزية)
- يفغيني جيديتش على موقع نسبة الدراجات (الإنجليزية)